# Єжмановиці (Нижньосілезьке воєводство)
Єжмановиці (пол. Jerzmanowice) — село в Польщі, у гміні Хойнув Леґницького повіту Нижньосілезького воєводства.
Населення — 426 осіб (2011).
У 1975-1998 роках село належало до Легницького воєводства.

## Демографія
Демографічна структура станом на 31 березня 2011 року:
|          | Загалом | Допрацездатний вік | Працездатний вік | Постпрацездатний вік |
| -------- | ------- | ------------------ | ---------------- | -------------------- |
| Чоловіки | 209     | 34                 | 152              | 23                   |
| Жінки    | 217     | 38                 | 131              | 48                   |
| Разом    | 426     | 72                 | 283              | 71                   |